# 금오고등학교
금오고등학교(金烏高等學校)는 대한민국 경상북도 구미시 광평동에 있는 공립 고등학교이다.

## 학교 연혁
- 1996년 9월 6일 : 금오고등학교 설립 기본 계획 확정
- 2001년 3월 1일 : 금오고등학교(남녀공학 24학급) 개교
- 2001년 3월 1일 : 초대 김호열 교장 취임
- 2002년 12월 24일 : 복싱부 창단
- 2004년 2월 19일 : 제1회 졸업식(383명)
- 2005년 9월 17일 : 학류재(생활관) 개관
- 2009년 4월 6일 : 육상부 창단
- 2013년 2월 28일 : 교과교실(6실) 증축
- 2013년 12월 13일 : 도서관 현대화 사업 및 진로활동실 설치
- 2017년 2월 1일 : 경북 창의융합교육 선도학교 지정
- 2017년 3월 1일 : 경상북도교육청 지정 자율학교 운영(영역 학력향상)
- 2021년 3월 2일 : 인공지능(AI)교육 선도학교 지정
- 2023년 1월 5일 : 제20회 졸업식(206명)
- 2023년 3월 2일 : 제11대 최달생 교장 취임
- 2023년 3월 2일 : 제23회 입학식(249명)

## 참고 자료
- 금오고등학교 - 한국교육학술정보원 학교알리미